# Wassili Iossifowitsch Gurko

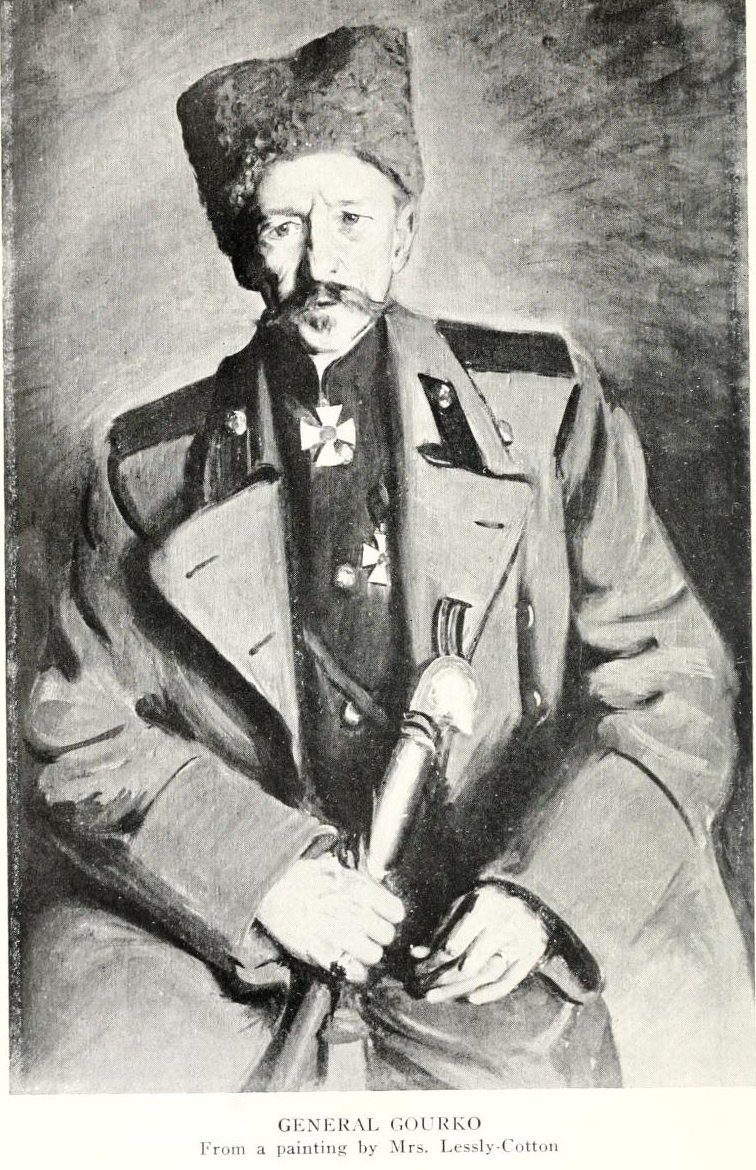
Wassili Iossifowitsch Romeiko-Gurko

Wassili Iossifowitsch Romeiko-Gurko (russisch Василий Иосифович Роме́йко-Гурко; wissenschaftliche Transliteration Vasilij Iosifovič Romejko-Gurko, * 8. Maijul. / 20. Mai 1864greg. in Zarskoje Selo; † 11. Februar 1937 in Rom) war ein russischer Offizier, zuletzt General der Kavallerie im Ersten Weltkrieg.

## Leben

### Herkunft
Geboren wurde er 1864 als Sohn einer aus der Provinz Mogilew entstammenden berühmten Adelsfamilie als Sohn des Feldmarschall Josef Wladimirowitsch Gurko (1829–1901, Held des russisch-türkischen Krieges von 1877–1878) und der Gräfin Maria Salias de Tournemir (1842–1906), einer Tochter der Schriftstellerin Jewgenia Tur (1815–1892). Ein älterer Bruder, Wladimir (1862–1927) wurde Absolvent der Moskauer Universität und arbeitete später in der Staatskanzlei des Innenministerium unter Pjotr Stolypin. Ein jüngerer Bruder Dmitri (1872–1945) wurde im Ersten Weltkrieg Generalmajor und 1917 Kommandeur der 16. Kavallerie-Division.

### Frühe Militärkarriere
Nach dem Besuch des Richelieu-Gymnasiums trat Wassili Josifowitsch in das Kaiserliche Pagenkorps ein. Als Kornett trat er am 7. August 1885 in das kaiserliche Leibgarde-Hussaren-Regiment von Grodno ein. Am 30. August 1889 erhielt er den Rang eines Leutnants und wurde 1890 an die Akademie des Generalstabs gesandt um eine Ausbildung zum Stabsoffizier zu beginnen. Für seine hervorragende Studienergebnisse wurde ihm am 5. Mai 1892 ein doppeltes Jahresgehalt gewährt. Am 13. Mai wurde er als Stabskapitän 1. Ranges in den Generalstab des Warschauer Militärbezirk übernommen.
Im November 1892 wurde er zum Adjutanten im Generalstab der 8. Infanterie-Division ernannt. Anschließend wechselte er wieder in das Hauptquartier des Leibgarde Husaren-Regiment nach Grodno zurück, wo er am 1. November 1893 das Kommando über eine Schwadron erhielt. Ab 9. August 1896 wurde der bereits zum Oberstleutnant beförderte Gurko als Stabsoffizier für Spezialkommandos dem Befehlshaber des Warschauer Militärbezirks zugeteilt.
Am 21. November 1899 wurde er als Militärbeobachter in den Burenkrieg in den Transvaal gesandt um den Verlauf der Feindseligkeiten zu beobachten. Für die erfolgreiche Durchführung der Mission erhielt er am 1. Januar 1901 den Orden des Heiligen Wladimir 4. Grades und wurde am 7. August 1900 zum Oberst befördert. In den Jahren 1900–1901 diente er in der Kanzlei des Militärischen Wissenschaftlichen Komitees; zwischen April und November 1901 diente er als militärischer Agent in Berlin.
Mit dem Ausbruch des Russisch-Japanischen Krieges fungierte er ab Februar 1904 als Stabsoffizier im Hauptquartier des Generalquartiermeisters der Mandschurischen Armee. Nach seiner Ankunft in Liaoyang diente er vorübergehend als Stabschef des 1. Sibirischen Armeekorps (vom 25. März 1904 bis 27. Juni 1904) unter Generalleutnant von Stackelberg. Für den Einsatz des Korps in der Schlacht bei Wafangou (14.–15. Juni 1904) wurde ihm der Orden des Heiligen Stanislaus II. Grades mit Schwertern verliehen. Vorübergehend befehligte er die Ussuri-Kavallerie-Brigade, die beste Kavallerie-Einheit des 1. Sibirischen Armeekorps, bevor er wieder in die alte Position als Generalstabschef des Korps zurückkehrte. Für die Führung seiner Truppen in der Schlacht von Liaoyang (24. August bis 4. September 1904) wurde er am 4. November mit dem St. Anna-Orden 2. Klasse ausgezeichnet. Für seinen Einsatz in der Schlacht am Fluss Shaho (5. Oktober bis 17. Oktober 1904), wo er die Einnahme der Höhe von Putilowska erreichte, wurde er am 4. Januar 1905 mit einem am Oberarm getragenen Dekorationsband mit dem Aufdruck „Für Tapferkeit“ geehrt. Im November 1904 wurde Gurko mit der Bildung des Hauptquartiers der Korpsgruppe Rennenkampf beauftragt, dessen Truppen in Hailungtschen stationiert waren.
Im folgenden Jahr 1905 fungierte er als Kommandant der Transbaikal-Brigade der Ural-Kosaken-Division und wurde zum Generalmajor befördert. Für den Einsatz seiner Truppen während der Schlacht von Mukden (Februar 1905) wurde er am 25. August mit dem Orden des Heiligen Wladimir 3. Klasse ausgezeichnet. Nach dem russischen Rückzug wurde Gurko angewiesen, die Verteidigung der äußersten linken Flanke der mandschurischen Armee und die Verbindung mit dem Hinterland zu organisieren; dabei organisierte er die Verbindungen durch das Hun-ho Tal. Als Kommandeur der Transbaikal-Kosaken-Brigade war dann der Division des Generals Mischtschenko zugeteilt.
Ab März 1905 wurde er zum Kommandeur der 2. Brigade der Ural-Kosaken-Division bestellt und ab April 1906 führte er die 2. Brigade der 4. Kavallerie-Division. Von 1906 bis 1911 war er Vorsitzender der militärhistorischen Kommission zur Beschreibung des Russisch-Japanischen Krieges dazwischen arbeitete er mit dem damaligen Vorsitzenden der staatlichen Schutzkommission, Gutschkow zusammen. Am 6. Dezember 1910 wurde er zum Generalleutnant befördert und am 12. März 1911 zum Kommandeur der 1. Kavallerie-Division ernannt.

### Erster Weltkrieg
Zu Beginn des Ersten Weltkrieges bildete seine 1. Kavallerie-Division die Vorhut der 1. Armee unter General der Kavallerie von Rennenkampf, die bei Suwałki über die deutsche Grenze ging und an der Ostpreußischen Operation teilnahm. Seit 9. November 1914 befehligte er das VI. Armeekorps (4., 16. ab November 1914 auch 67. und 55. Division). Am 7. Januar 1915 wurde das Korps Gurko der 2. Armee unter General der Infanterie Smirnow unterstellt und führte Anfang Februar in der Schlacht bei Humin einen erfolgreichen Gegenangriff durch.
Im Juni 1915 wurden sein Großverband der Südwestfront überstellt und der 11. Armee unter General Tscherbatschew zugeteilt.
Im Herbst 1915 nahm das VI. Armeekorps an der Gegenoffensive der 11. Armee am Sereth teil und konnte den österreichisch-ungarischen Truppen im Raum südlich Dubno zusammen mit dem XVIII. Armeekorps mehr als 10000 Gefangene abnehmen. Gurkos Korps wurde zusammen mit dem XXII. Armeekorps (General von Brinken) erfolgreich gegen die Flanken der in Galizien vorrückenden Südarmee angesetzt. Für diesen Erfolg wurde Gurko am 3. November 1915 mit dem Orden des Heiligen Georg 3. Grades ausgezeichnet.
Am 21. Februar 1916 übernahm er das Kommando über die 5. Armee der Nordwestfront und nahm ab März 1916 unter der Oberleitung von General Ragosa an der Schlacht am Naratsch-See teil. Gurkos nördlicher Flügel unter dem Kommando der Korpsgruppen Gandurin und Sljusarenko unterstützten diese Offensive durch Teilangriffe zwischen Jakobstadt und Ponewiesch.
Am 14. August 1916 wurde der am 10. April zum General der Kavallerie beförderte Gurko zum Kommandeur der Besonderen Armee (Особая армия) der Südwestfront ernannt, die auf der Grundlage der Armeegruppe des Generals von der Kavallerie Besobrasow geschaffen worden war und die maßgeblich bei der Endphase der Brussilow-Offensive eingesetzt wurde. Eine für den 17. September angesetzte neue Offensive auf Kowel wurde durch einen vorzeitigen Gegenstoß der deutschen Armeegruppe des General von der Marwitz vereitelt. Vom 19. bis zum 22. September führte die Besondere Armee im Zusammenwirken mit der 8. Armee auf 150 Kilometer Front eine ergebnislose fünfte Schlacht um Kowel durch und Ende des Monats einen letzten Angriff durch. Während der Erkrankung des Generals Alexejew vertrat Gurko diesen Position vom 11. November 1916 bis zum 17. Februar 1917 als Generalstabschef der zaristischen Armee.
In dieser Periode wurde die Offensive für 1917 vorbereitet und die Divisionen von 16 auf 12 Bataillone verringert, um für die vierte Aufstellungswelle erfahrene Kader und Truppen für 60 neue Divisionen freizubekommen. Vom 19. Januar bis 7. Februar 1917 fungierte Gurko als Vorstand einer nach Peterburg einberufenen Konferenz der Entente, die das Ziel besserer Koordination außenpolitischer Maßnahmen und gemeinsamer strategischer Operationen forcierte.
Nach der Februarrevolution 1917 wurde General Gurko zum Befehlshaber der Westfront ernannt, er versuchte erfolglos die verlorene Disziplin wiederherzustellen, die nach den revolutionären Ereignissen eingebrochen war. Die Minister-Vorsitzenden der neuen Provisorischen Regierung erzwangen per Dekret vom 22. Mai 1917 seinen Rückzug aus seiner letzten Position, seit dem 23. Mai 1917 stand er dem Oberbefehlshaber als Führerreserve zur Verfügung.
Am 21. Juli 1917 wurde er wegen Korrespondenz mit dem ehemaligen Kaiser Nikolaus II. verhaftet und im Auftrag der Provisorischen Regierung für einen Monat in der Trubetskoi Bastion der Peter-und-Paul-Festung inhaftiert, aber im Rahmen einer von der Provisorischen Regierung verkündeten Amnestie wieder freigelassen. Als ihm ab September klar wurde, das seine Flucht über Finnland nicht mehr möglich war, wurde er erneut verhaftet. Eine Woche später durfte er aber mit Hilfe der britischen Behörden über Archangelsk nach Großbritannien ausreisen.
In der Nachkriegszeit lebte er im Exil in Italien, nahm an den Aktivitäten der Russischen All-Militärischen Union (ROVS) teil und fungierte als Vorsitzender der Union der Kriegsversehrten. Er starb 1937 und wurde auf dem römischen Testaccio Friedhof begraben.

## Familie
In erster Ehe heiratete Gurko am 31. Juli 1911 Emilia Nikolajewna Martinowa (1861–1918), Tochter von Graf Nikolai Martinow und Witwe seines 1901 verstorbenen Kameraden Dmitri Komarowski-Schukowski.
Im Exil heiratete er 1930 in zweiter Ehe die Französin Gabrielle Trarieux d’Egmont, (nach der Konvertierung Sophia von Gurko, 4. April 1900–4. April 1981). Aus dieser Ehe wurden zwei Töchter geboren:
- Marie Gabrielle (1931–2014)
- Katharina (1935–2013)

Im Jahr 1946 zogen Sofia und ihre Töchter nach Marokko. Zusammen mit ihrer jüngeren Tochter war sie Mitglied der Pfarrgemeinde der orthodoxen Auferstehungskirche in Rabat. Sophia verstarb 1981 in Rabat.